# محمد فؤاد
محمد فواد عبدالحمید حسن شافعی با نام هنری محمد فواد خواننده، بازیگر، شاعر و نویسنده به‌نام اهل مصر است که در ۲۰ دسامبر سال ۱۹۶۱ میلادی در شهر قاهره در خانواده‌ای نسبتاً پر جمعیت متولد شد.